# Kiesarrondissement Charleroi-Thuin

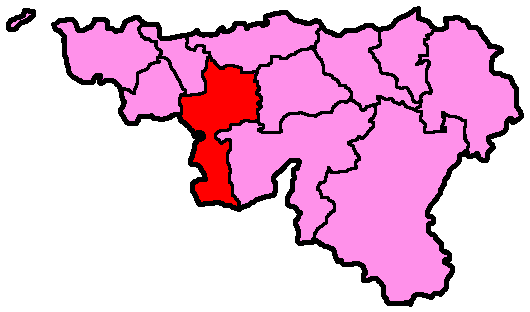
Kiesarrondissement Charleroi-Thuin

Het Belgische kiesarrondissement Charleroi-Thuin  omvat de administratieve arrondissementen Charleroi en Thuin.
Het geldt vanaf 1995 als kiesarrondissement voor de verkiezingen van het Waals Parlement en de Provincieraad. Voorheen was elk arrondissement een afzonderlijk kiesarrondissement.
Sinds 2003 worden de Federale Verkiezingen georganiseerd in de kieskring Henegouwen die de hele provincie Henegouwen omvat.

## Structuur
| Charleroi        | Charleroi        | Supranationaal     | Nationaal                         | Nationaal                         | Gemeenschap                 | Gewest          | Provincie       | Arrondissement  | Provinciedistrict | Kanton          | Gemeente        |
| ---------------- | ---------------- | ------------------ | --------------------------------- | --------------------------------- | --------------------------- | --------------- | --------------- | --------------- | ----------------- | --------------- | --------------- |
| Administratief   | Niveau           | Europese Unie      | België                            | België                            | Wallonië                    | Wallonië        | Henegouwen      | Charleroi Thuin |                   |                 | 29              |
| Administratief   | Bestuur          | Europese Commissie | Belgische regering                | Belgische regering                | Franse Gemeenschapsregering | Waalse regering | Deputatie       | Deputatie       | Deputatie         | Deputatie       | Gemeentebestuur |
| Administratief   | Raad             | Europees Parlement | Kamer van volksvertegenwoordigers | Kamer van volksvertegenwoordigers | Waals Parlement             | Waals Parlement | Provincieraad   | Provincieraad   | Provincieraad     | Provincieraad   | Gemeenteraad    |
| Kiesomschrijving | Kiesomschrijving | Frans Kiescollege  | Kieskring Henegouwen              | Kieskring Henegouwen              | Charleroi-Thuin             | Charleroi-Thuin | Charleroi-Thuin | Charleroi-Thuin | 4                 | 9               | 29              |
| Verkiezing       | Verkiezing       | Europese           | Federale                          | Federale                          | Waalse                      | Waalse          | Provincieraads- | Provincieraads- | Provincieraads-   | Provincieraads- | Gemeenteraads-  |

- Het arrondissement Charleroi omvat:
  - de provinciedistricten Charleroi, Châtelet en Fontaine-l'Évêque.
  - de kantons Charleroi, Châtelet, Fontaine-l'Évêque en Seneffe.
  - de gemeenten Charleroi, Châtelet, Aiseau-Presles, Farciennes, Fleurus, Gerpinnes, Fontaine-l'Évêque, Chapelle-lez-Herlaimont, Courcelles, Montigny-le-Tilleul, Seneffe, Les Bons Villers, Manage, Pont-à-Celles.
- Het arrondissement Thuin omvat:
  - het provinciedistrict Thuin.
  - de kantons Binche, Merbes-le-Château, Beaumont, Chimay, Thuin
  - de gemeenten Anderlues, Binche, Morlanwelz, Erquelinnes, Estinnes, Merbes-le-Château , Beaumont, Froidchapelle, Sivry-Rance, Chimay, Momignies, Ham-sur-Heure-Nalinnes, Lobbes, Thuin

## Verkiezingsresultaten

### Federale Verkiezingen

#### Kamer van volksvertegenwoordigers
Tot en met 1991 werden voor de Federale Kamer zetels toegekend op het niveau van het arrondissement. De resultaten tot 1991 zijn dan ook vermeld in het Charleroi en Thuin. Voor de resultaten van 1995 en 1999 geldt dat ten gevolge de kieshervorming van 1993 beide arrondissementen werden samengevoegd tot het kiesarrondissement Charleroi-Thuin. Vanaf 2003 werden de federale en Waalse verkiezingen gehouden op niveau van de kieskring Henegouwen (zie daar).

#### Kiesresultaten Kamer van 1995 tot 1999: Kiesarrondissement Charleroi-Thuin
| Partij of kartel    | Partij of kartel    | 1995  | 1995  | 1999  | 1999  |
| % Stemmen \| Zetels | % Stemmen \| Zetels | %     | 9     | %     | 9     |
| ------------------- | ------------------- | ----- | ----- | ----- | ----- |
|                     | PS                  | 35,90 | 3     | 32,35 | 3     |
|                     | PRL-FDF             | 18,88 | 2     | 19,97 | 2     |
|                     | Ecolo               | 8,17  | 1     | 17,19 | 2     |
|                     | PSC                 | 23,34 | 2     | 14,03 | 1     |
|                     | FN                  | 9,03  | 1     | 6,77  | 1     |
|                     | WALLON              | 2,10  | 0     | 2,41  | 0     |
|                     | PC-KP               | 1,12  | 0     | 1,23  | 0     |
|                     | Vivant              | -     |       | 2,71  | 0     |
|                     | FNB                 | -     |       | 1,50  | 0     |
|                     | Anderen(*)          | 1,44  |       | 1,82  |       |
| Opkomst             | Opkomst             | 89,82 | 89,82 | 88,00 | 88,00 |
| Blanco/ongeldig     | Blanco/ongeldig     | 8,24  | 8,24  | 9,59  | 9,59  |

 (*)1995: PTB-UA (0,96%), PLN (0,25%), PCN (0,23%) / 1999: PTB-UA (0,58%), PCN (0,13%), PNPb (0,42%), FRANCE (0,32%), FNBP (0,22%), UDDU. (0,15%) /  

### Provinciale verkiezingen
Bij de provincieraadsverkiezingen worden de zetels toegekend op niveau van de districten. Het arrondissement Charleroi omvat de kiesdistricten Charleroi, Châtelet en Fontaine-l'Évêque.
Het arrondissement Thuin omvat enkel het kiesdistrict Thuin. 
Zie daar voor de uitslagen op districtsniveau.